# Rendición (militar)

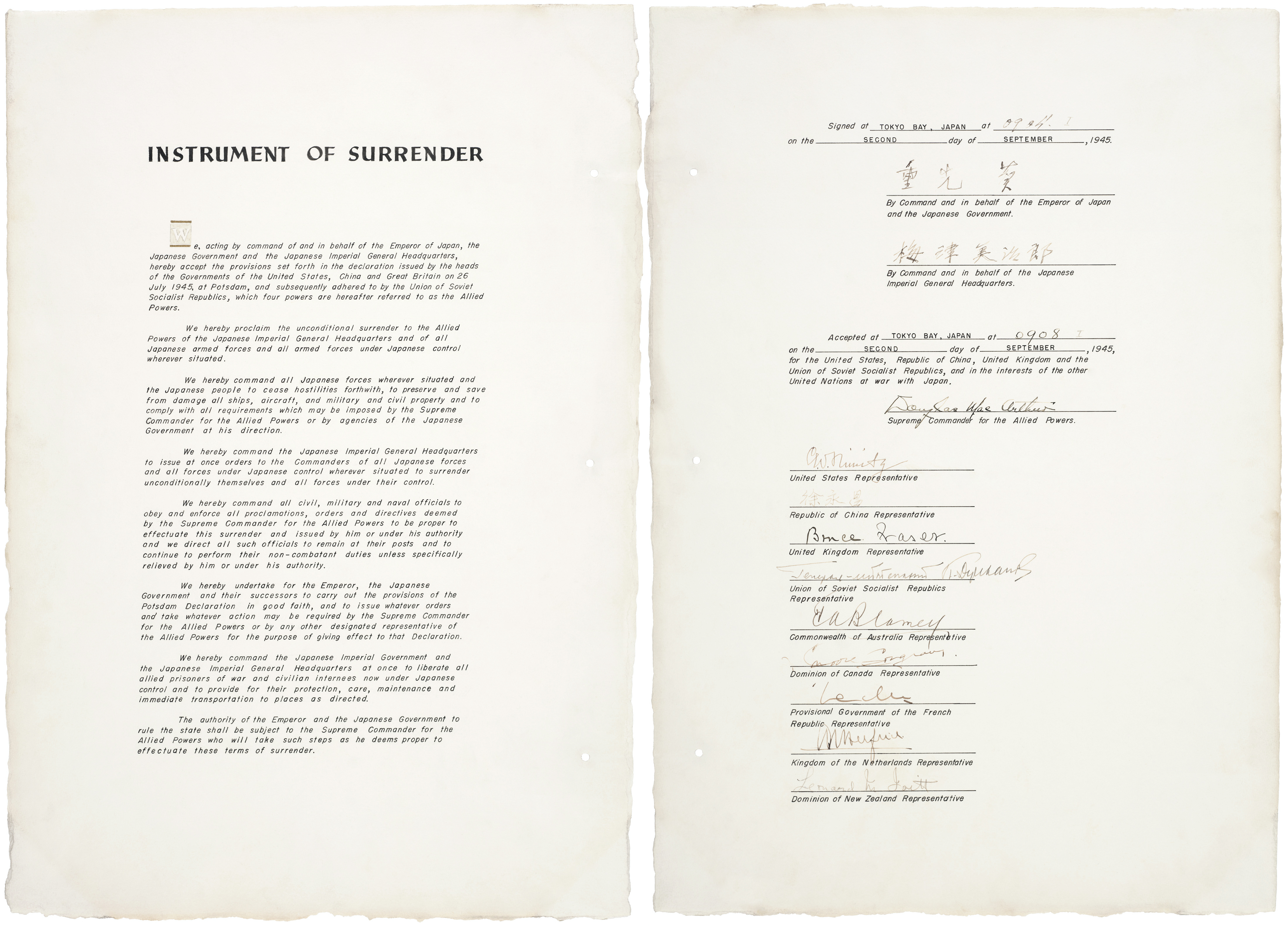
Texto original en inglés de la rendición de Japón

Se entiende por rendición, en términos militares, cuando soldados, naciones u otros combatientes dejan de luchar y finalmente pasan a convertirse en prisioneros de guerra, ya sea esta como individuos o cuando se les ordene por sus oficiales. Una bandera blanca es un símbolo común de rendición, como lo es el gesto de levantar las manos vacías y abiertas por encima de la cabeza.
Cuando las partes están de acuerdo a los términos, la rendición puede ser condicional, es decir, si la parte que promete rendirse se aviene ello solo después de que el vencedor hace ciertas demandas. De lo contrario, es una rendición incondicional (sin condiciones previas), y  el vencedor no hace promesas de tratamiento distintos a los previstos por las  leyes y costumbres de la guerra - la mayoría de los cuales se establecen en el Convenio de La Haya (1907) y en las Convenciones de Ginebra. Normalmente, un beligerante solo acepta la rendición incondicional si es completamente incapaz de continuar con las hostilidades.
La Tercera Convención de Ginebra establece que los prisioneros de guerra no deben ser maltratados ni ser objeto de abusos. La política del Ejército de Estados Unidos, por ejemplo, requiere que las personas que se rindan deben ser aseguraradas y salvaguardadas mientras son evacuadas del campo de batalla. Normas similares existen en los ejércitos más modernos.
Naciones enteras también pueden rendirse en un intento por poner fin a una guerra o conflicto militar. Esto se hace mediante una capitulación incondicional o la firma de un tratado, como un armisticio o tratado de paz.

## Galería de rendiciones
| |
| La rendición de Granada, por Francisco Pradilla, uno de los especialistas en la pintura de historia propia de la segunda mitad del siglo XIX. |

|                                                                         |
| Balián de Ibelín en el momento de la rendición de Jerusalén a Saladino. |

|                                 |
| La Rendición de Lord Cornwallis |

| |
| Rendición del General Burgoyne tras la batalla de Saratoga, por John Trumbull, 1822, óleo sobre lienzo, Rotonda del Capitolio de los Estados Unidos. |

| |
| El militar español José de Canterac acepta la rendición al firmar la Capitulación de Ayacucho en 1824 ante el libertador venezolano Simón Bolívar. |

| |
| El Teniente General Arthur Percival, guiado por un oficial japonés, marcha bajo la bandera del alto el fuego para negociar la rendición de las fuerzas Aliadas en Singapur, el 15 de febrero de 1942. Se trata del mayor fracaso de las fuerzas británicas de toda su historia. |

| |
| Los representantes japoneses, Mamoru Shigemitsu y Yoshijiro Umezu, a bordo del USS Missouri antes de la firma del documento de rendición el 2 de septiembre de 1945. Detrás de ellos en fila, de izquierda a derecha, el General Yatsuji Nagai, Katsuo Okazaki, Almirante Tadatoshi Tomioka, Toshikazu Kase y el teniente general Suichi Miyakazi. |

| |
| El Mariscal de Campo Wilhelm Keitel firma la rendición incondicional de la Wehrmacht en la sede de la Unión Soviética en Karlshorst, Berlín. |